# Klaus Baschleben

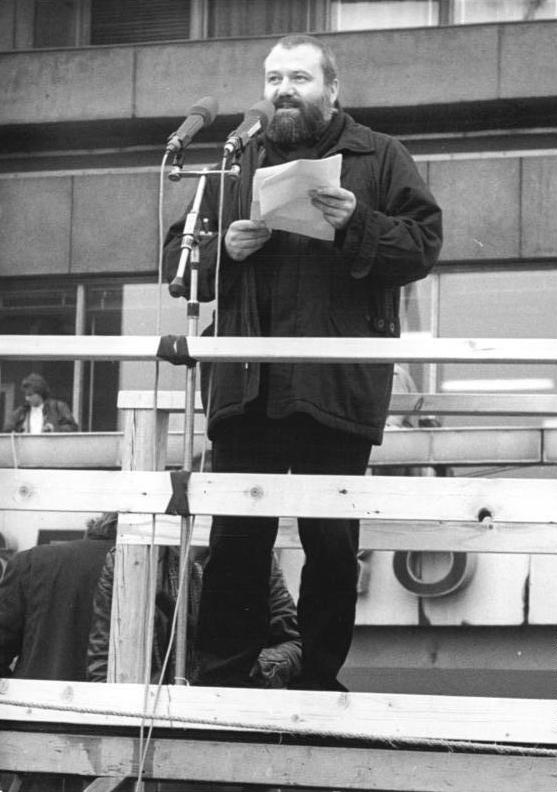
Klaus Baschleben sprach am 4. November 1989 auf der Alexanderplatz-Demonstration

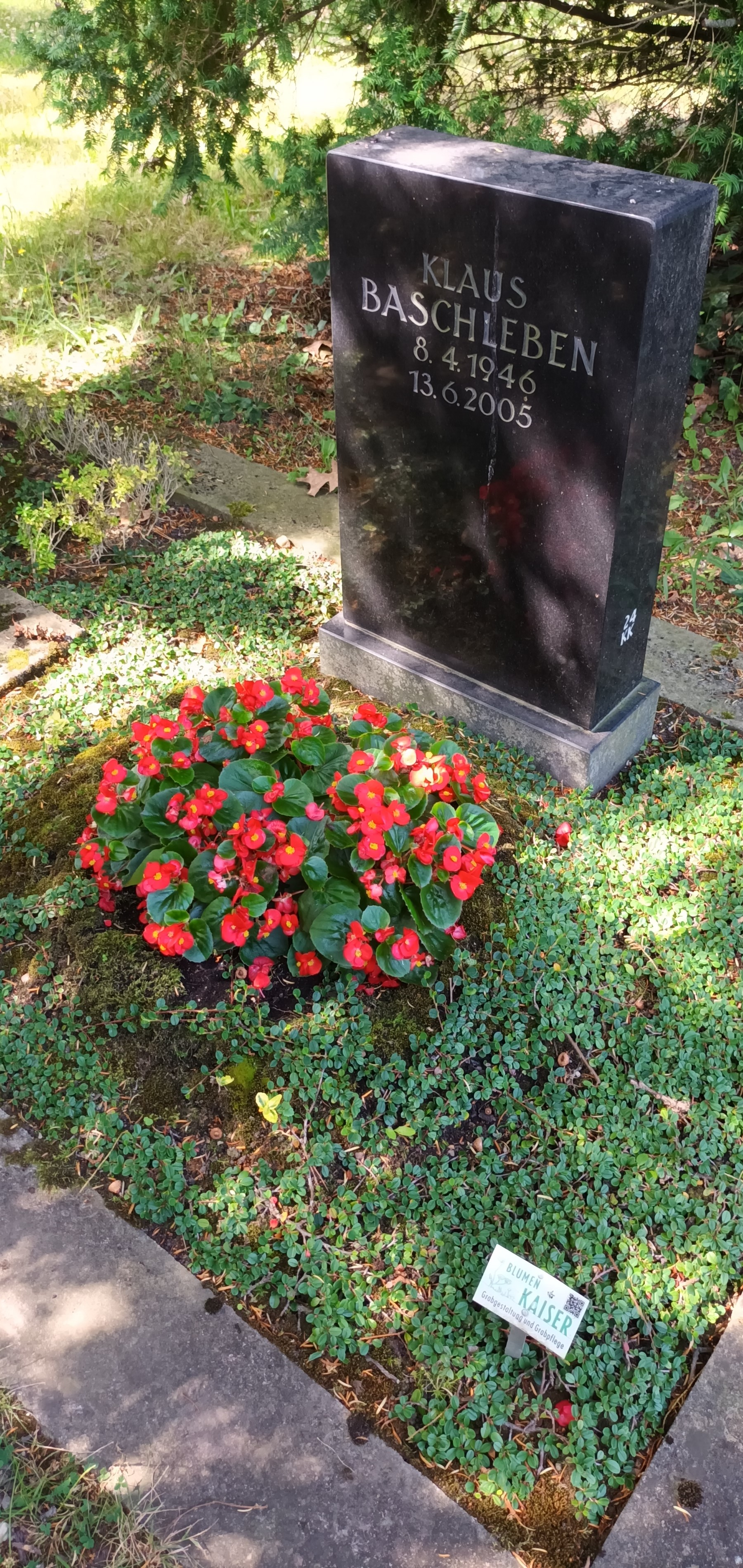
Grabstätte Klaus Baschleben

Klaus Baschleben (* 8. April 1946 in Magdeburg; † 13. Juni 2005 in Leipzig) war ein deutscher Theaterkritiker.

## Leben und Wirken
Klaus Baschleben, Sohn von Harry Baschleben, besuchte die Erweiterte Oberschule in Gera – einer seiner Klassenkameraden war der spätere Schauspieler Andreas Schmidt-Schaller. Seine Theaterkarriere begann Baschleben als Bühnenarbeiter in Gera. Später studierte er Theaterwissenschaft in Leipzig. 1969 bis 1979 war er erst Regieassistent in Potsdam, dann Oberspielleiter in Frankfurt (Oder). Er inszenierte Bertolt Brecht, Heinrich von Kleist und Seán O’Casey. Er schrieb Theaterkritiken und Filmkritiken für verschiedene Zeitungen und Zeitschriften.
Klaus Baschleben war Mitglied der National-Demokratischen Partei Deutschlands (NDPD), einer Blockpartei in der DDR. In der Wendezeit engagierte er sich politisch und gehörte am 4. November 1989 zu den Rednern der Alexanderplatz-Demonstration. Er wurde Chefredakteur der National-Zeitung, die am 1. Februar 1990 in Berliner Allgemeine umbenannt und am 30. Juni 1990 eingestellt wurde. Baschleben war anschließend beim Allgemeinen Deutschen Nachrichtendienst (ADN) tätig und ab 1991 Mitarbeiter der Berliner Zeitung.
Später wurde er Pressesprecher bei Christoph Schroth in Cottbus. Seit 1995 verantwortete er die Theaterberichterstattung der Leipziger Volkszeitung. 2005 erlag er einem Krebsleiden und wurde auf dem Leipziger Südfriedhof bestattet.